# Michele Andrade
Michele Andrade da Silva (1 de junho de 1994, Barreiros, Pernambuco) é cantora, compositora e instrumentista. Sua trajetória na música soma mais de 11 anos com a evolução em sua carreira que hoje faz dela uma referência de inovação no forró nordestino, além de se destacar na nova geração de talentos na música brasileira.
Seu interesse musical começou aos 13 anos de idade e com incentivo da família e dedicação trilhou seu caminho com sonhos e perseverança. Ao passar em renomadas bandas de forró que lhe deram base para alçar novos voos, a sua carreira solo está consolidando um dos momentos mais importantes de sua vida.
O seu talento está na voz, nas habilidades artísticas de compor, tocar instrumentos como o violão e piano, e a dança que completa a entrega em suas apresentações, tornando o seu show único. Outro ponto forte desta jovem artista é a conexão entre as novas gerações, especialmente os nativos digitais, que faz seu público expandir nacionalmente e internacionalmente. Através das suas performances nas mídias sociais, as plataformas se tornaram uma vitrine e uma nova forma de romper as barreiras e mostrar o seu talento para o mundo.
Os seus impressionantes números nas principais redes sociais comprovam que Michele Andrade é uma artista inovadora. No Instagram, seus mais de 3 milhões de seguidores contribuem para o sucesso e viralização de seus vídeos. Um único conteúdo bateu a marca de mais de 20 milhões de visualizações e somados seus conteúdos ultrapassam mais de 300 milhões de visualizações. No Tik Tok, a plataforma une o entretenimento, música e as versões criativas da artista, os números só crescem. O seu canal do Youtube é outra potência que a posiciona com mais de 2,7 milhões de visualizações, apenas no seu novo trabalho, o DVD FACES, gravado em 2023 na Paraíba.
A versatilidade e talento unem Michele Andrade a parcerias musicais que passeiam entre diversos ritmos como o piseiro, forró, sertanejo, pop , trap e axé. Sem dúvidas, a sua marca é a autenticidade e inovação. Como compositora, está surpreendendo o público e especializando-se em hits dançantes, como a canção “Fuzuê e Bololô”.
Destacamos parcerias importantes em sua carreira com feats que se tornam hits com grandes nomes nacionais da música como: Wesley Safadão, Dorgival Dantas, Grego. Além dos seus mais recentes feats no seu DVD: Kiko Chicabana, Icaro e Gilmar, Bruno e Denner, Kadu Martins e Priscila Senna.
Michele Andrade já pisou em grandes palcos como o Rodeio de Cajamar em São Paulo em 2022 e o Garota VIP em João Pessoa, em 2023. Em 2024, é um dos nomes que mais repercute no quesito show, está sendo anunciada nos maiores eventos de festas juninas no Nordeste e está em fase de produção de novas músicas com feats nacionais e até internacionais. Além do lançamento de sua label “Farra da Michele”.
Conduzida pelos escritórios Naipe Music e Luan Promoções, Michele Andrade é um furacão dentro e fora dos palcos que distribui energia, carisma, talento e entrega por onde passa.

## Biografia
Michele Andrade Silva nasceu na cidade do Barreiros interior do estado de Pernambuco, Brasil, em 1 de junho de 1994. Ela é filha da cabeleireira Cleide Andrade Félix e do vendedor ambulante Célio Silva.   Seu interesse musical começou aos 13 anos de idade, sob influência de sua família, Sua dedicação e talento chamou atenção inicialmente dos familiares, os quais a incentivaram a seguir a carreira musical ainda jovem. Seu pai a presenteou com seu primeiro violão, que não demorou muito para aprender a tocar e logo tomar gosto pelo canto. Neta de maestro e sobrinha de multi-instrumentista, desde criança os admirava tocar e já arriscava alguns acordes. Foi quando sua mãe decidiu a levar para cantar na igreja e começaram as surgir propostas para que cantasse profissionalmente e desse início a sua carreira de cantora. Michele começou a postar vídeos no Youtube fazendo covers de canções que variavam da MPB ao forró.

## Carreira

### 2012: Passagem pela Companhia do Calypso
Em 2012, após a saída de Simara Pires dos vocais da banda paraense Companhia do calypso, Michele foi anunciada como nova vocalista, se juntando com Dayse Santana e Charles Cill. 

### 2014-2017: Passagem pela banda Limão Com Mel
Em 2014, Michele foi anunciada como a nova cantora da banda de forró pernambucana Limão com Mel, substituindo O’hara Ravick. Cantar na limão com Mel sempre foi o sonho da cantora, desde criança. Quando tinha 13 anos, durante um show da banda em sua cidade, Michele conheceu Batista Lima, líder da Limão com Mel e lá pediu para ele, que quando crescesse a desse a oportunidade de cantar na banda um dia e isso se realizou 8 anos depois. Durante sua passagem pela Limão, Michele participou do álbum Amando Mais Uma Vez e do álbum promocional Ao Vivo Em Salgueiro. E emplacou os singles "Eu sei que você lembra", "Um Dia" . Em 10 de janeiro de 2017, a cantora anunciou que estava se desligando do projeto.
Em fevereiro de 2017, após sua saída da Limão, Michele pretendia investir na carreira solo e lançou a música “Vida de Cão”, que ganhou videoclipe.

### 2018: Carreira solo
Em 2018, Michele voltou a dar continuidade a sua carreira solo, focado em canções inéditas e versões revertidas para o gênero forró e sertanejo universitário, lançando em 25 de Abril, seu primeiro single oficial, "Nunca Foi Verdade", do compositor Vinicius Poeta. Cujo videoclipe lançado no dia 26 foi filmado em diversos pontos de Recife. Após o lançamento da música "Nunca foi verdade". Presenteando os casais apaixonados no dia 12 de Junho de 2018, Michele Andrade emplacou mais outro sucesso chamado "Coração de Origami", com direito a piano e tudo mais.
Em agosto, fez uma audição para a sétima temporada do talent show The Voice Brasil, interpretando a canção "Na Hora de Amar", porém nenhum jurado virou a cadeira durante as audições às cegas. Michele garantiu que não se sentiu frustrada com o fato de nenhum dos jurados ter se interessado por sua participação. "Nada na minha vida foi muito fácil, sempre enfrentei dificuldades e desafios. The Voice Brasil foi uma etapa muito muito importante para o aprendizado e amadurecimento. Sonhei um dia pisar naquele palco e eu consegui". Em 10 de outubro lançou seu terceiro single, "Lançamento Nacional".

### 2019: Despontando carreira no cenário forrozeiro
Após o SINGLE "Lançamento Nacional", Michele lançou o projeto "Xote Bar". Esse projeto audiovisual foi composto por 25 músicas, sendo 23 regravações e 2 inéditas. O projeto já tem mais de milhões de visualizações no Youtube.
Ainda em 2019, Michele Andrade gravou a música "Era Pra Ser Eu", com a participação da cantora Solange Almeida.

### 2020–atualmente: Contrato assinado com Sony Music[19]
Em 2020, Michele despontou seus trabalhos nas mídias sociais, sendo muito bem acolhida com seu estilo Xote. A repercussão nas mídias fez a cantora ganhar milhares de fãs e garantir o agendamento de vários shows em todo o Brasil, durante o ano de 2020. 
Em Março, a cantora assinou contrato com a gravadora Sony Music.

## Discografia

### Álbuns promocionais
| Álbum                | Detalhes                                                                                    |
| -------------------- | ------------------------------------------------------------------------------------------- |
| Promocional de Verão | - Lançamento: 6 de fevereiro de 2018 - Formatos: Download digital - Gravadora: Independente |
| Promocional 2018     | - Lançamento: 13 de outubro de 2018 - Formatos: Download digital - Gravadora: Independente  |

### Extended plays(EPs)
| Álbum | Detalhes                                                                                   |
| ----- | ------------------------------------------------------------------------------------------ |
|       | - Lançamento: 15 de janeiro de 2018 - Formatos: Download digital - Gravadora: Independente |

### Singles
Como artista principal
| Título                 | Ano  | Álbum                         |
| ---------------------- | ---- | ----------------------------- |
| "Vida de Cão"          | 2017 | Não adicionado à nenhum álbum |
| "Caso de Polícia"      | 2017 | Não adicionado à nenhum álbum |
| "Coração de Origami"   | 2018 | Não adicionado à nenhum álbum |
| "Nunca Foi Verdade"    | 2018 | Não adicionado à nenhum álbum |
| "Lançamento Nacional"  | 2018 | Não adicionado à nenhum álbum |
| "Inexplicando Nós Dois | 2018 | Não adicionado à nenhum álbum |

### Videoclipes
| Título                   | Ano  | Diretor                                  |
| ------------------------ | ---- | ---------------------------------------- |
| "Sou Feliz por ter você" | 2015 | Jean Nadson                              |
| "Melhor Amigo"           | 2016 | Jean Nadson                              |
| "Vida de Cão"            | 2017 | Larissa Almeida                          |
| "Caso de Polícia"        | 2017 | Larissa Almeida                          |
| "Nunca Foi Verdade"      | 2018 | Ronny, Larissa Almeida e Michele Andrade |
| "Lançamento Nacional"    | 2018 | Avida Produções                          |

## Filmografia

### Televisão
| Ano  | Título           | Cargo / Personagem | Nota        |
| ---- | ---------------- | ------------------ | ----------- |
| 2018 | The Voice Brasil | Participante       | Temporada 7 |